# 皇家广场 (巴塞罗那)

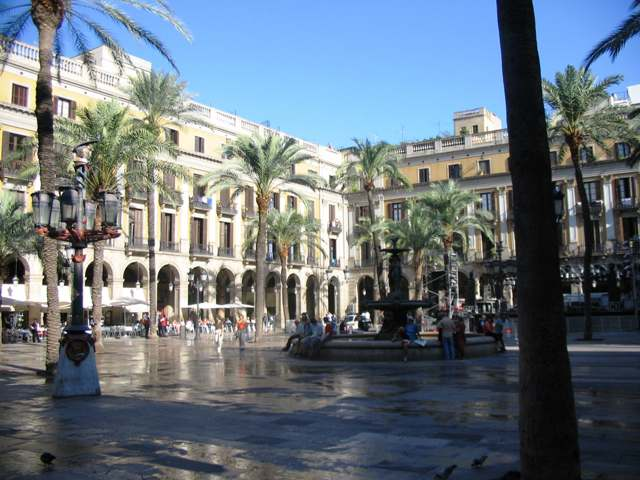
皇家广场

皇家广场（加泰罗尼亚语：Plaça Reial，西班牙语：Plaza Real）是西班牙巴塞罗那哥特区的一个广场，毗邻兰布拉大道，构成著名的旅游景点，特别是在晚间。广场上有许多餐厅和一些城市最有名的俱乐部，其中包括 Sidecar, Jamboree 和 Karma。它也以许多室外区域著称，在夏季是热门的聚会场所，在9月的圣梅尔塞节（La Mercè），会举行露天音乐会，而在其他节庆活动，如除夕，常常非常拥挤。皇家广场由 Casamajó在19世纪设计，与墨西哥城的加里波第广场是孪生兄弟。街灯由安东尼·高迪设计。

## 交通
- 巴塞罗那地铁3号线利塞乌站（Liceu）